# Mbhashe
Mbhashe est une municipalité locale située dans le district d'Amathole, dans la province du Cap oriental, en Afrique du Sud. En 2011, sa population est de 254 909 habitants.

## Source
- (en) Cet article est partiellement ou en totalité issu de l’article de Wikipédia en anglais intitulé « Mbhashe Local Municipality » (voir la liste des auteurs).